# Cargoitalia
Cargoitalia S.p.A. o, più semplicemente, Cargoitalia, è stata una compagnia aerea tutto-merci con base operativa presso l'aeroporto di Milano-Malpensa. Il 21 dicembre 2011 cessò definitivamente l'attività e avviò la procedura di liquidazione volontaria.

## Storia
La compagnia fu fondata nel 2003 ma le prime attività di volo iniziarono soltanto nell'aprile 2006. L'operatività fu interrotta nel mese di agosto 2008 e l'azienda fu rilevata dal broker merci ALIS Aerolinee Italiane, una società creata da Alcide Leali, già fondatore di Air Dolomiti nel 1989. Poco dopo ALIS rilevò alcuni assets (aeromobili e personale) della divisione merci di Alitalia-L.A.I. che era in amministrazione straordinaria. Il 6 febbraio 2009 Cargoitalia presentò al commissario di quest'ultima un'offerta vincolante per l'acquisto dei beni di Alitalia Cargo pari a 14,5 milioni di €uro, comprendenti la presa in carico di un aereo McDonnell Douglas MD-11F e l'assunzione di 30 piloti entro un mese dalla firma del contratto. le attività di volo furono quindi ripristinate nel mese di luglio. Con questa flotta, e con base d'armamento presso l'aeroporto di Milano-Malpensa, Cargoitalia collegava Milano con Stati Uniti, Cina, Angola, Hong Kong ed Emirati Arabi Uniti oltre ad operare voli charter merci in tutto il mondo su richiesta di una vasta clientela; collaborava inoltre con Lufthansa Cargo e TAAG Angola Airlines. 
Un anno più tardi fu acquisito da una società di leasing aeronautico un altro MD-11F già appartenuto ad Alitalia. Cargoitalia mise in servizio anche un McDonnell Douglas MD-11F ex Finnair che fu consegnato il 10 giugno 2010. Nondimeno nei primi sette mesi del 2011 la società registrò una perdita di 10,2 milioni di €uro su 53,4 di fatturato. Per il triennio successivo sarebbe stata necessaria una ricapitalizzazione di 18 milioni, ma gli azionisti ne erano in grado di sottoscrivere circa un terzo. Gli altri 12 sarebbero dovuti venire da nuovi soci (circa 4 milioni) e da istituti di credito (12 milioni). L'impossibilità di reperirli e la poca fiducia del management in una ripresa di mercato portò alla decisione di chiudere i battenti. 
Il 21 dicembre 2011 (giorno della sospensione definitiva delle operazioni) Cargoitalia disponeva di una flotta di tre McDonnell Douglas MD-11F. L'11 marzo 2012 il velivolo immatricolato EI-UPI fu rottamato, mentre EI-UPE ed EI-EMS furono abbandonati in una località desertica degli Stati Uniti.

## Flotta

### Flotta storica
| Aeromobile                    | Immagine | In flotta |
| ----------------------------- | -------- | --------- |
| McDonnell Douglas DC-10-30(F) |          | 1         |
| McDonnell Douglas MD-11F      |          | 3         |

## Azionariato
Gli azionisti di Cargoitalia erano:
- 66,7% ALIS Aerolinee Italiane SpA
- 33,3% Intesa Sanpaolo

A sua volta, ALIS Aerolinee Italiane è detenuta da Alis Holding SpA che, oltre alla famiglia Leali, comprende con quote del 10% circa Ricerca SpA Benetton, Selin SpA (Van den Heuvel) e Banca Intermobiliare e dell'8% altri soci privati.